# اندیس مرمریت ۳۲۶۷
مرمریت ۳۲۶۷ یک اندیس مصالح ساختمانی است که در حوالی شهر سوریان استان فارس قرار دارد و مادهٔ معدنی موجود در آن، مرمریت است.سنگ میزبان این اندیس سنگ آهک است  